# Чашкагурт
Чашкагу́рт (рос. Чашкагурт) — присілок у складі Селтинського району Удмуртії, Росія.

## Населення
Населення — 15 осіб (2010; 41 в 2002).
Національний склад станом на 2002 рік:
- удмурти — 88 %

## Урбаноніми[3]
- вулиці — Садова